# Acrocercops clinozona
Acrocercops clinozona là một loài bướm đêm thuộc họ Gracillariidae. Nó được tìm thấy ở Queensland.